# Boophis andreonei
Boophis andreonei är en groddjursart som beskrevs av Frank Glaw och Miguel Vences 1994. Boophis andreonei ingår i släktet Boophis och familjen Mantellidae. IUCN kategoriserar arten globalt som sårbar. Inga underarter finns listade.